# Félicien Vervaecke
Félicien Vervaecke (Dadizele, Moorslede, 11 de març de 1907 - Brussel·les, 31 d'octubre de 1986) era un ciclista belga que fou professional entre 1928 i 1941, aconseguint 27 victòries.
Fou vencedor del Gran Premi de la Muntanya del Tour de França el 1935, així com de sis etapes. Pensava que hauria pogut guanyar aquest tour, però el director de l'èquip, Karel van Wijnendaele no el va autoritzar i va escollir Sylvère Maes.
Amb son germà Julien i el capital que va estalviar de les seves victòries va crear el 1937 el bar «Au Balon d'Alsace» a la ciutat de Menen. Quan va esclatar la Segona Guerra Mundial, Menen es trobava enmig d'una zona de guerra. El maig de 1940, soldats anglesos i polonesos van decidir fer barricades al pont del riu Leie per aturar l'avanç alemany. Per fer-ho, van arrossegar al carrer tots els mobles del cafè dels Vervaecke. Julien s'hi va oposor i va ser pres pels soldats i afusellat.
Félicien es va traslladar a Brussel·les després de la guerra i hi va crear amb molt de succés una botiga de bicicletes. Hi va conèixer el jove Eddy Merckx als anys seixanta i va ajudar Merckx durant el seu període d'aficionat com a entrenador-assessor.

## Palmarès
- 1929
  - 1r de la Tourcoing-Duinkerke-Tourcoing
  - 1r de la Lilla-Calais
  - 1r de la Lilla-Duinkerke
  - 1r de la Lilla-Abbeville
  - 1r de la París-Lens
  - 1r del Premi de Ronse
- 1930
  - 1r del Circuit del Jura
- 1932
  - 1r del Tour de Corrèze
  - 1r del del Gran Premi de Nantes
  - Vencedor d'una etapa al Circuit de l'Oest
- 1934
  - 1r del Circuit de Flandes Oriental
  - Vencedor d'una etapa al Giro d'Itàlia
  - 1r del Premi de Tournai
  - 1r del Critèrium de Barcelona
- 1935
  - 1r del Gran Premi de la Muntanya del Tour de França
  - Vencedor d'una etapa de la París-Niça
  - Vencedor d'una etapa del Derby del Nord
  - 1r del Premi de Troyes
- 1936
  - 1r del Gran Premi del Progrès del Somme
  - Vencedor d'una etapa del Tour de França
  - Vencedor d'una etapa de la París-Niça
- 1937
  - 1r del Gran Premi de la Muntanya del Tour de França
  - Vencedor d'una etapa de la París-Niça
- 1938
  - Vencedor de quatre etapes del Tour de França
- 1939
  - 1r del Gran Premi de l'Exposició de Lieja

### Tour de França
- 1932. Abandona (7a etapa)
- 1934. 4t de la classificació general
- 1935. 3r de la classificació general i vencedor del Gran Premi de la Muntanya
- 1936. 3r de la classificació general i vencedor d'una etapa
- 1937. Abandona (17a etapa) vencedor d'una etapa i vencedor del Gran Premi de la Muntanya
- 1938. 2n de la classificació general i vencedor de 4 etapes
- 1939. Abandona (9a etapa)

### Giro d'Itàlia
- 1934. 30è de la classificació general i vencedor d'una etapa